# Џон Спенсер-Черчил, 7. војвода од Молбороа
Џон Спенсер-Черчил, седми војвода од Молбороа (2. јун 1822. – 5. јул 1883) је био британски политичар и племић. Он је деда премијера Уједињених Краљевства, Винстона Черчила.

## Детињство и образовање
Џон Спенсер-Черчил је рођен у Гарболдишам Холу у Норфоку. Школовао се на Итон колеџу.

## Политичка каријера
Каријеру је започео као поручник у 1. Оксфордширском јеоменру 1843. Био је народни посланик Вудстока од 1844. до 1845. и опет од 1847. до 1857., када је наследио титулу војводе од оца и почео каријеру у Дому лордова. Током 1867. и 1968. је служио као Лорд председник савета. Био је утицајни слободни зидар  и 1866. је почео да ради за Тајни савјет Уједињеног Краљевства.
Изненада је умро у Лондону, 5. јула 1883. године. Сахрањен је у приватној капели 10. јула.